# Ефект Мпемби
Ефект Мпемби (Парадокс Мпемби[джерело?]) — парадокс, який свідчить, що гаряча вода (за деяких умов) може замерзнути швидше, ніж холодна. Хоча при цьому вона повинна пройти температуру холодної води в процесі замерзання.

## Історія відкриття
Цей феномен помічали свого часу Арістотель, Френсіс Бекон і Рене Декарт,[джерело?] однак лише в 1963 році танзанійський школяр Ераст Мпемба висунув вердикт, що гаряча суміш морозива замерзає швидше, ніж холодна. Він звернувся за роз'ясненнями до вчителя фізики, але той лише посміявся над учнем, сказавши таке: «Це не всесвітня фізика, а фізика Мпемби».
На щастя, одного разу в школі побував Денніс Осборн, професор фізики з університету Дар-ес-Саламу. І Мпемба звернувся до нього з тим же питанням. Професор був налаштований менш скептично, сказав, що він не може судити про те, чого ніколи не бачив, і після повернення додому попросив співробітників провести відповідні експерименти. Схоже, вони підтвердили слова хлопчика. В усякому разі, в 1969 році Осборн розповів про роботу з Мпембою в журналі «англ. Physics Education». У тому ж році Джордж Келл з канадської Національної дослідницької ради опублікував статтю з описом явища в «англ. American Journal of Physics».

## Аналіз парадоксу
Є кілька варіантів пояснення цього парадоксу:
- Гаряча вода швидше випаровується з контейнера, зменшуючи тим самим свій об'єм, а менший об'єм води з тією ж температурою замерзає швидше. У герметичних контейнерах холодна вода повинна замерзати швидше.
- Наявність снігової підкладки в морозильній камері холодильника. Контейнер з гарячою водою розтоплював під собою сніг, покращуючи тим самим тепловий контакт із стінкою морозилки. Контейнер з холодною водою не розтоплював під собою сніг. За відсутності снігової підкладки контейнер з холодною водою повинен замерзати швидше.
- Холодна вода починає замерзати зверху, погіршуючи тим самим процеси тепловипромінювання і конвекції, а значить і віддачі тепла, тоді як гаряча вода починає замерзати знизу. При додатковому механічному перемішуванні води в контейнерах холодна вода повинна замерзати швидше.
- Наявність центрів кристалізації в охолоджуваній воді — розчинених в ній речовин. При малій кількості таких центрів перетворення води в кригу ускладнене і можливо навіть її переохолодження, коли вона залишається в рідкому стані, маючи мінусову температуру. При однаковому складі і концентрації розчинів холодна вода повинна замерзати швидше.

Але однозначної відповіді на питання — які з них забезпечують стовідсоткове відтворення ефекту Мпемби — так і не було отримано.